# 苍山铁线蕨
苍山铁线蕨（学名：Adiantum sinicum）为铁线蕨科铁线蕨属下的一个种。其种加词sinicum，意为“中华的”。